# Ruthless Records
Ruthless Records era uma gravadora norte-americana fundada pelo rapper Eazy-E, na cidade de Compton, Califórnia em 1987.
Todas as marcas registradas da Ruthless são propriedade da Comptown Records, Inc. desde 1987. Vários artistas e grupos da gravadora, como N.W.A, Eazy-E, MC Ren, D.O.C., Michel'le e Bone Thugs-n-Harmony lançaram álbuns certificados pela RIAA.

## Ex-artistas
- Eazy-E
- Arabian Prince
- N.W.A.
- Dr. Dre
- Bone Thugs-n-Harmony
- Bobby Jimmy & the Critters
- Ice Cube
- Atban Klann (composto por will.i.am e apl.de.ap, que mais tarde depois de deixar a Ruthless Records, em parceria com Taboo para formar os The Black Eyed Peas na Interscope)
- Brownside
- J. J. Fad
- Kokane
- Yomo & Maulkie
- MC Ren
- Dresta
- B.G. Knocc Out
- Da Productz
- Menajahtwa
- The D.O.C.
- Kid Geada
- Michel'le
- Tairrie B
- H.W.A.
- Jimmy Zavala
- Rhythum D
- DJ Yella
- DJ U-Neek
- Hopsin
- Dirty Red
- DJ Speed
- Blood Of Abraham